# Зингер, Роберт
Ро́берт Зи́нгер (ивр. רוברט (רון) זינגר‎; род. 1956, Черновцы, УССР, СССР) — правительственный чиновник Израиля. Занимал пост генерального директора и исполнительного вице-президента Всемирного еврейского конгресса с мая 2013 года до июля 2019 года.

## Биография
Переехал в Израиль вместе со своей семьёй отказников в возрасте 15 лет. В 1976 получил степень бакалавра искусств в Тель-Авивском университете. В 1996 ему была присуждена степень магистра наук в области инженерного менеджмента в Бриджпортском университете. В период с 2005 по 2008 год он прошёл несколько курсов для руководителей в Гарвардской школе бизнеса и Колумбийской школе бизнеса.
С 1976 по 1987 служил в Армии обороны Израиля, с 1987 по 1999 занимал должности в канцелярии премьер-министра Израиля, работая под руководством премьер-министров Ицхака Шамира, Ицхака Рабина, Шимона Переса и Биньямина Нетаньяху. До присоединения к Всемирному еврейскому конгрессу в течение 14 лет работал генеральным директором World ORT, крупнейшей в мире сети еврейского образования и профессионального обучения.
В ноябре 2018 года президент Болгарии Румен Радев вручил Роберту Зингеру орден «Мадарский всадник» I степени. Как генеральный директор Всемирного еврейского конгресса, Роберт Зингер встречался с лидерами правительства, бизнеса и гражданского общества, такими как президент США Барак Обама, папа Франциск, президент Франции Франсуа Олланд, президент Израиля Реувен Ривлин, президент России Владимир Путин, президент Турции Реджеп Тайип Эрдоган, министр юстиции Дании Метте Фредериксен, премьер-министр Беларуси Михаил Мясникович, министр иностранных дел Китая Цю Юаньпин, и министр иностранных дел Канады Джон Байрд.

### Семья
Женат на Анне, и у них есть дочери-близнецы.